# Aeródromo de Mojados
El Aeródromo de Mojados (código IATA: ??? código ICAO:LEOA, también conocido como Aeródromo Valdés), es un aeródromo de la provincia de Valladolid.
Este aeródromo está destinado al uso privado. Es el aeródromo más importante del sur de la provincia de Valladolid, aunque también es importante el de La Matilla. En los últimos años está en desuso.

## Instalaciones
El aeródromo está en medio de un pinar.
Tiene una pista de orientación 18/36 para uso privado, y una de orientación 07/25, en Alcazarén, para Helicópteros del 112.

## Cómo acceder al aeródromo
Está cerca de la carretera N-601.
Pero el acceso es:
- Desde Valladolid:

Ir a Viana de Cega, y desde allí tomar la carretera De Valdestillas. Tras un cruce, el aeródromo está a la izquierda.
- Desde Mojados:

Ir a Valdestillas, tomar la carretera de Viana De Cega, tras un cruce, el aeródromo está a la derecha.